# Binz (Schiff)
Die Binz ist ein Fahrgastschiff der Reederei Adler-Schiffe. Das Schiff wird für Fahrten vor Rügen eingesetzt.

## Geschichte
Das Schiff wurde 1967 unter der Baunummer 1261 auf der Husumer Schiffswerft für die Flensburger Personenschiffahrt gebaut. Die Kiellegung fand am 15. Juni, der Stapellauf am 4. September 1967 statt. Die Fertigstellung des Schiffes erfolgte am 14. November 1967.
Das Schiff wurde als Stadt Flensburg in Dienst gestellt und zunächst für Butterfahrten in der Flensburger Förde eingesetzt. 1971 wurde es an die Förde-Reederei verkauft und unter anderem für Ausflugsfahrten auf der Ostsee zwischen Kappeln, Maasholm und Damp bzw. in der Flensburger Förde zwischen Glücksburg und dem dänischen Gråsten eingesetzt.
1987 wurde das Schiff an die in Strömstad ansässige schwedische Rederi A/B Klostertrafik verkauft und in Idefjord umbenannt. Die Reederei setzte das Schiff im Fährverkehr zwischen Strömstad und dem am Iddefjord liegenden Halden in Norwegen ein. Bereits 1989 wurde es innerhalb Schwedens an die Reederei A/B Havsvinden in Trosa verkauft. Neuer Name des Schiffes wurde Havsvinden, das nun zwischen Stockholm und Oaxen verkehrte. Zunächst wurde auch Trosa angelaufen, da es dort jedoch Probleme mit dem Tiefgang des Schiffes gab, wurde der Anlaufhafen wieder aufgegeben. 1992 übernahm die ebenfalls in Trosa ansässige Reederei Havsvindens Kryssings das Schiff und setzte es von Stockholm aus für Ausflugsfahrten auf dem Mälarsee ein.
1994 kaufte die in Sassnitz auf Rügen ansässige Reederei Ostsee-Tour das Schiff und setzte das in Binz umbenannte Schiff für Ausflugsfahrten vor Rügen bzw. nach Usedom ein. 2013 übernahm die Reederei Adler-Schiffe die Reederei Ostsee-Tour. Das Schiff verkehrt zwischen Sassnitz und den Seebrücken in Binz, Sellin und Göhren und wird auf Fahrten zu den Kreidefelsen, zum Kap Arkona und rund um Rügen eingesetzt.

## Technische Daten und Ausstattung
Das Schiff wird von zwei Klöckner-Humboldt-Deutz-Dieselmotoren des Typs SBF12M716 mit jeweils 379 kW Leistung angetrieben. Die Motoren wirken über Getriebe auf zwei Festpropeller.
Das Schiff verfügt über zwei Passagierdecks. Offene Decksbereiche befinden sich auf dem Hauptdeck am Bug und am Heck des Schiffes sowie im hinteren Bereich des Oberdecks. Die Passagierkapazität ist mit 215 Personen angegeben.